# 요코야마 겐조
요코야마 겐조(일본어: 横山 謙三, 1943년 1월 21일 ~ )는 일본의 전직 축구 선수이자 전 축구 지도자로 선수 시절 포지션은 골키퍼였다.

## 선수 시절

### 클럽
1943년 1월 21일 일본 사이타마현 사이타마시 출생으로 가와구치 고등학교, 릿쿄 대학를 거쳐 1966년 연고팀인 미쓰비시 중공 입단을 통해 프로에 입문했다. 이후 1977년 은퇴할 때까지 우라와에서만 활동했고 11년동안 프로 통산 136경기에 출전하여 일본 사커 리그 2회 우승 및 6회 준우승, 일왕배 2회 우승 및 2회 준우승에 기여했으며 일본 사커 리그에서만 무려 7번의 베스트 11에 선정되는 기염을 토했다.

### 국가대표팀
릿쿄 대학에 재학 중 자국에서 열린 1964년 하계 올림픽 출전을 통해 처음으로 국가대표팀에 승선했고 그 뒤 1966년 아시안 게임에도 출전하여 동메달 획득에 일조했으며 2년 뒤인 1968년 하계 올림픽에도 출전하여 일본 축구 역사상 첫 올림픽 메달(동메달) 획득에도 크게 이바지했다. 이후 1970년 아시안 게임과 1974년 아시안 게임에도 출전한 뒤 A매치 통산 49경기의 기록을 남기고 국가대표팀 은퇴를 선언했다.

## 지도자 시절
1976년 친정팀인 우라와 레즈의 감독으로 첫 지도자 커리어를 시작했으며 이후 1983년까지 우라와 레즈의 감독을 맡으며 1980년 일왕배 우승, 1981년 JSL컵 우승, 1982년 일본 사커 리그 우승을 이끌어내며 트레블 달성에 성공했다. 그 뒤 1988년 일본 A대표팀의 사령탑으로 취임하여 1988년 AFC 아시안컵 본선, 1990년 FIFA 월드컵 아시아 지역 예선 등에서 팀을 지휘하였으나 1988년 아시안컵에서는 1무 3패·A조 꼴찌라는 최악의 성적으로 조별리그에서 탈락했고 1990년 월드컵 아시아 예선에서는 1라운드 2승 3무 1패·6조 2위라는 나쁘지 않은 성적을 거두었지만 그 당시 각 조 1위만 최종 예선에 진출할 수 있는 상황에서 결국 조 1위 북한에 승점 2점차로 밀려 최종 예선에 오르지 못했다. 그리고 1990년 아시안 게임에서도 팀을 지휘하여 8강 진출을 이끌었지만 8강에서 이란에 0-1로 무릎을 꿇으며 메달권에서 멀어졌고 1994년 친정팀 우라와 레즈의 감독을 맡았지만 1994 시즌 12팀 가운데 시즌 내내 하위권에 머무르는 최악의 성적에 그쳤고 2000년에는 우라와 레즈의 총감독으로 지내기도 했으며 2005년 일본 축구 명예의 전당에 헌액되었다.

## 통계
| 일본 | 일본 | 일본 |
| 연도 | 출전 | 득점 |
| ---- | ---- | ---- |
| 1964 | 1    | 0    |
| 1965 | 4    | 0    |
| 1966 | 6    | 0    |
| 1967 | 5    | 0    |
| 1968 | 3    | 0    |
| 1969 | 3    | 0    |
| 1970 | 12   | 0    |
| 1971 | 6    | 0    |
| 1972 | 3    | 0    |
| 1973 | 2    | 0    |
| 1974 | 4    | 0    |
| 통산 | 49   | 0    |